# Kohukohu (Neuseeland)

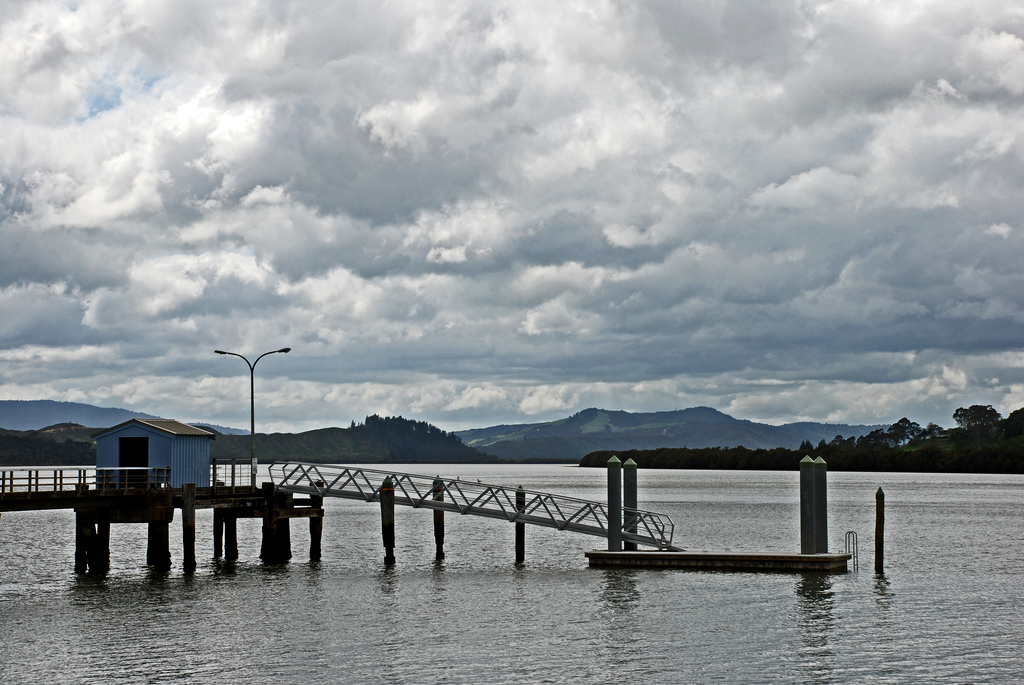
Anleger von Kohukohu

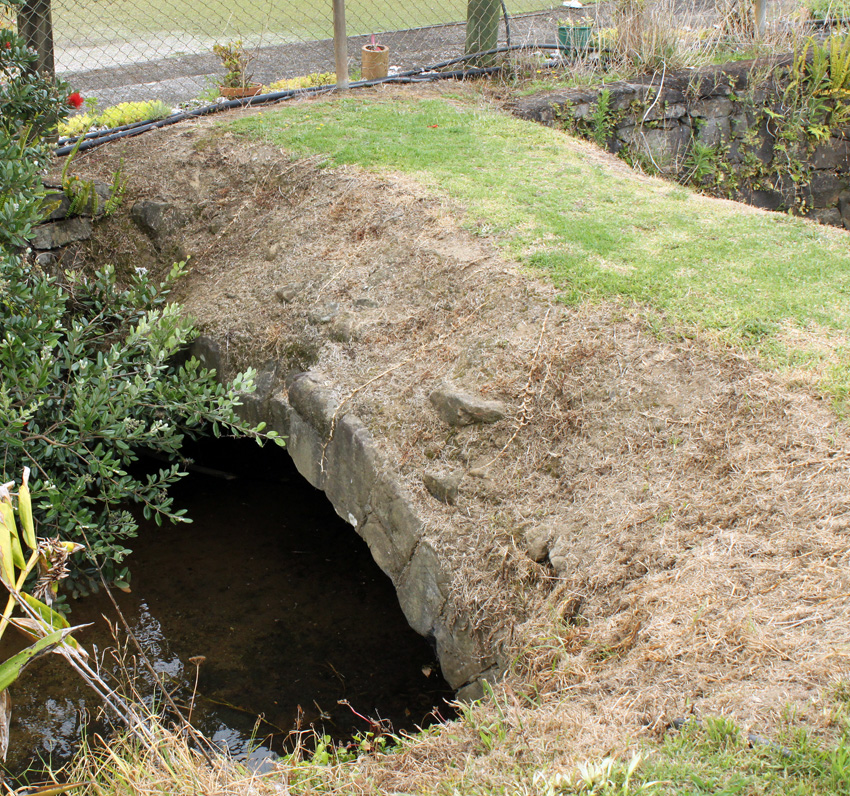
Steinerne Fußgängerbrücke aus den 1840er Jahren

Kohukohu ist eine kleine Siedlung im Far North District der Region Northland auf der Nordinsel von Neuseeland.

## Namensherkunft
Der Name Kohukohu hat in der Sprache der Māori mehrere Bedeutungen, angefangen von Nebel, über Moos und Seegras bis hin zu einer einheimischen Baumart, dem Schmalblättriger Klebsame.

## Geographie
Kohukohu befindet sich rund 83 km nordwestlich von Whangārei und rund 38 km südöstlich von Kaitaia im hinteren Drittel des Hokianga Harbour. Östlich der Siedlung vereinigen sich die drei Arme der Mangamuka River, Orira River und Waihou River. Nächstgelegener Ort ist Rawene auf der anderen Seite an dem Südufer des Naturhafens rund 6 km südwestlich von Kohukohu gelegen.

## Geschichte
Entsprechend der Mythen der Te Tai Tokerau besuchte der polynesische Seefahrer und Entdecker Kupe die Gegend im Jahr 925, bevor er nach Hawaiiki zurückkehrte. Weil das Essen im Hāngī (Erdofen) nicht ausreichend gegart war, verfluchte er die Verantwortlichen mit dem Wort „Kohu“.
Kohukohu war eine der ersten europäischen Siedlungen in Neuseeland. Die ersten Europäer erreichten den Hokianga Harbour 1819. In den 1830er Jahren war Kohukohu das Zentrum der neuseeländischen Holzwirtschaft und war zeitweilig Standort des wahrscheinlich größten Sägewerkes der Südhalbkugel.
Für fast einhundert Jahre lang blieb Kohukohu wegen seiner Sägewerke ein bedeutsamer Ort und war das größte wirtschaftliche Zentrum auf der Nordseite des Hokinanga Harbour. Um 1900 hatte der Ort fast 2000 Einwohner.
Östlich von Kohukohu befindet sich die kleine Insel Motiti, die bereits 1827 von Augustus Earle gemalt wurde. Er war der erste europäische Künstler, der mehrere Monate in Neuseeland verbrachte, darunter einige Zeit am Hokinanga Harbour.

## Bevölkerung
Zum Zensus des Jahres 2013 zählte der Ort 165 Einwohner, 11,3 % weniger als zur Volkszählung im Jahr 2006.

## Wirtschaft
Kohukohu hat eine Grundschule, einige Läden, ein Café, Kunstgewerbeläden, ein Hotel und andere Unterkünfte, eine Freiwillige Feuerwehr und eine kleine Ambulanz für die medizinische Grundversorgung.
In der Siedlung haben sich Künstler und Kunsthandwerker angesiedelt.

## Infrastruktur

### Straßenverkehr
Kohukohu ist 24 Straßenkilometer weiter nördlich an den New Zealand State Highway 1 angebunden. Die Anbindung an den rund 10 km südlich verlaufenden New Zealand State Highway 12 kann nur über die Fähre nach Rawene erfolgen.

### Schiffsverkehr
Eine regelmäßige Autofährverbindung besteht nach Rawene mit 15 Fahrten täglich über den knapp 4 km südwestlich liegende Fähranleger.

### Bildungswesen
Die Gemeinde hat drei Schulen: Die Kohukohu School im Ortszentrum ist eine Grundschule mit 65 Schülern im Jahre 2014, die Matihetihe School hatte 2104 31 Schüler und die Te Kura Taumata o Panguru 52 Schüler.

### Religion
In Kohukohu befinden sich eine katholische und eine anglikanisch/methodistische Kirche, und in der Nähe fünf Marae. Die erste katholische Messe in Neuseeland wurde 1838 acht Kilometer nördlich von Kohukohu auf Totara Point abgehalten.

## Tourismus
Mögliche Freizeitaktivitäten sind Vogelbeobachtung, Angeln, Bowling  und Golf. Eine nahegelegene Farm bietet Anfängerkurse in der Käseherstellung an.

## Sehenswürdigkeiten
Im Bereich der Schule befindet sich die älteste erhaltene Brücke in Neuseeland. Die aus australischem Hawkesbury-Sandstein, der als Schiffsballast nach Neuseeland gelangte, in den 1840er Jahren errichtete Brücke befand sich einst an der Mündung des Waihouuru Stream. Heute liegt die Küstenlinie 100 m von der Brücke entfernt.
Teile der im 19. Jahrhundert aus Kauri-Holz errichteten Gebäude sind erhalten und als Baudenkmal der Kategorie 2 registriert, darunter die anglikanische Kirche, das Gebäude der Freimaurerloge, das Rathaus, die Klinik, eine Filiale der Bank of New Zealand mit Wohnhaus des Bankmanagers sowie mehrere Wohnhäuser. Auch der aus dieser Zeit stammende ehemalige Schiffsanleger steht unter Denkmalschutz.